# Ham (chimpanzé)
Ham, o chimpanzé (julho de 1956 – 19 de janeiro de 1983) foi um chimpanzé camaronês que atingiu o posto de primeiro hominídeo lançado no espaço, em 31 de janeiro de 1961. Seu nome é o acrônimo de Holloman Aerospace Medical Center, o nome do laboratório que o preparou para missão da qual participou, localizado na Base Aérea de Holloman, Novo México.

## Primeiros anos
Ham nasceu em Julho de 1956, nos Camarões. Capturado por caçadores e transportado para Miami, Ham foi adquirido pela Força Aérea dos Estados Unidos e levado para a Base Aérea de Holloman.
Na base, havia cerca de quarenta chimpanzés candidatos a astronautas. Após os testes, o número passou para dezoito e depois para seis. Ham estava entre os seis selecionados, sendo conhecido oficialmente como N.º 65 até o seu retorno.

## Últimos anos

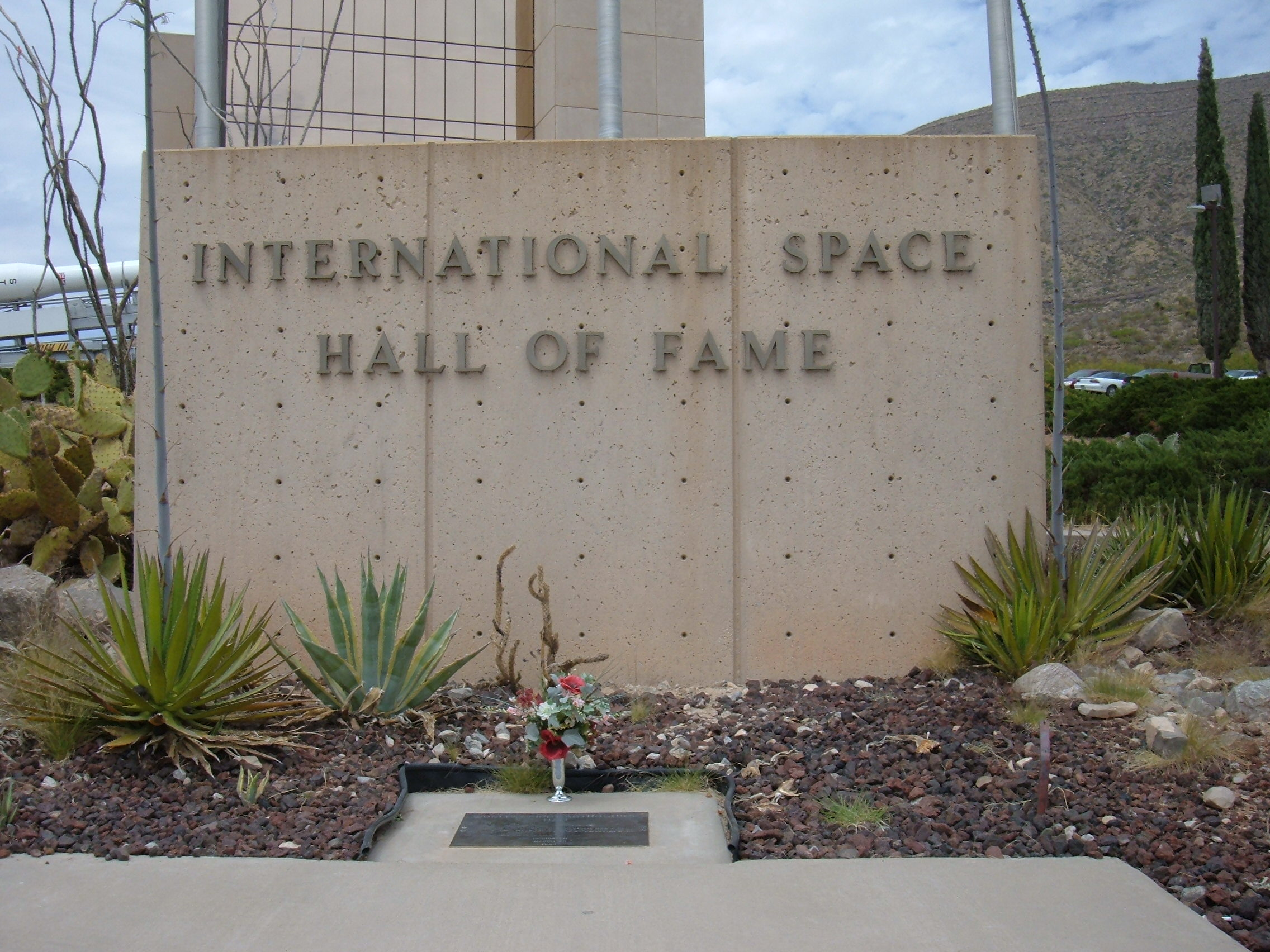
Túmulo de Ham

Após seu primeiro voo, Ham viveu 17 anos no Zoológico Nacional, em Washington, D.C., vindo a falecer naturalmente em 19 de janeiro de 1983, aos 27 anos. Após sua morte em 1983, o corpo de Ham foi entregue ao Instituto de Patologia das Forças Armadas para necropsia. Após a necropsia, o plano era tê-lo empalhado e ser colocado em exposição no Smithsonian, como os cães espaciais soviéticos Belka e Strelka. No entanto, este plano foi abandonado depois de uma reação pública negativa. Os restos mortais de Ham, menos o esqueleto, foram sepultados no Internacional Space Hall of Fame em Alamogordo, Novo México.